# Anolis barbouri
Anolis barbouri (еспаньйольський стрибаючий аноліс) — вид ігуаноподібних ящірок родини анолісових (Dactyloidae). Ендемік острова Гаїті.

## Поширення і екологія
Еспаньйольські стрибаючі аноліси мешкають в рівнинних і гірських районах на півдні острова Гаїті. Вони живуть в широколистяних лісах, трапляються на тінистих кавових плантаціях та в садах. Зустрічаються на висоті від 300 до 1700 м над рівнем моря. Відкладають яйця.

## Збереження
МСОП класифікує цей вид як вразливий. Anolis barbouri загрожує знищення природного середовища.